# Sunday Times Golden Globe Race

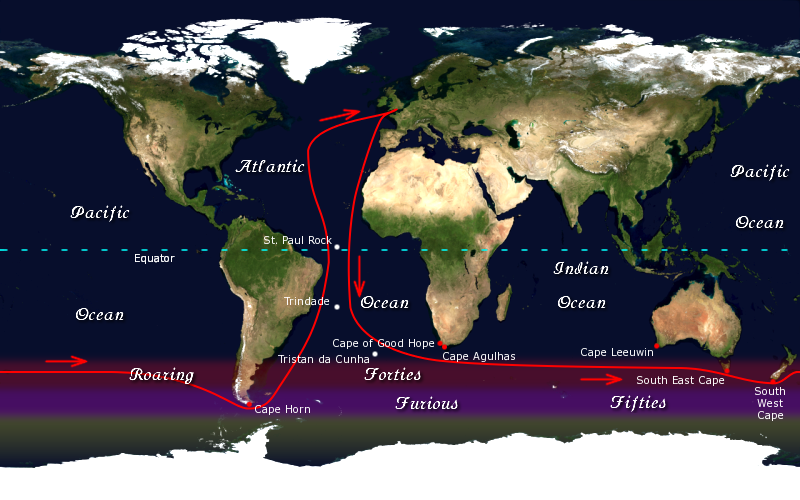
De route van de Golden Globe

De Sunday Times Golden Globe Race was een non-stop solozeilrace rond de wereld in 1968-1969. De wedstrijd was controversieel omdat het deelnemersveld snel slonk en door de zelfmoord van een van de deelnemers. De wedstrijd zou later leiden tot de organisatie van de BOC Challenge en de Vendée Globe. Van de negen deelnemers zou alleen Robin Knox-Johnston de finish bereiken. Hij deed er 312 dagen over.

## Aanleiding
Tot aan het moment van de race was er nog nooit een zeiler in geslaagd om solo non-stop om de wereld te zeilen. De eerste zeiler die solo om de wereld was gevaren was de Canadees Joshua Slocum. Hij deed daar ruim drie jaar over en had onderweg veel tussenstops gemaakt. Pas in 1967 kreeg hij een opvolger in de Brit Francis Chichester. Hij wilde solo sneller om de wereld zeilen dan dat door de klippers destijds werd gevaren vanuit Engeland naar Australië en Nieuw-Zeeland en die via Zuid-Amerika terug naar Engeland voeren. Onderweg legde hij eenmaal aan in Sydney en hij verbeterde inderdaad het record. Hij was 226 dagen op zee.
Deze prestatie kreeg van veel zeilers aandacht en dit wekte de aandacht voor de logische vervolguitdaging; de route solo afleggen, maar dan non-stop. Een van die zeilers was Robin Knox-Johnston die vond dat die eer aan een Brit moest toekomen en hij zocht daartoe contact met de Britse krant The Sunday Times. Die had weinig vertrouwen in hem, maar raakte wel geïnteresseerd in deze uitdaging en wilde er wel mee geassocieerd worden. De krant besloot een wedstrijd uit te schrijven.
Een race waarbij alle zeilers tegelijk van start zouden gaan was het meest gewenst door de krant maar de meeste zeilers wilden zo snel mogelijk vertrekken en niet wachten totdat de concurrentie zo ver was. De krant wilde voorkomen dat zeilers voorafgaand aan de race de tocht om de wereld al zouden volbrengen en besloot daarom dat iedereen die in 1968 een poging ondernam automatisch deelnemer aan de race zou zijn. Daardoor was het ook niet mogelijk om bepaalde veiligheidsvoorschriften aan de deelnemers op te leggen of om alleen bekwame zeilers te laten meedoen. De enige veiligheidsregel die werd opgelegd was dat de deelnemers moesten starten tussen 1 juni en 1 november zodat de gevaarlijke passage door de Zuidelijke Oceaan in de zomer zou plaats hebben. Doordat er op verschillende momenten gestart mocht worden loofde de krant twee prijzen uit; één aan de deelnemer die als eerste om de wereld zou zeilen en één aan de snelste deelnemer. De krant eiste wel dat degene die in aanmerking wilde komen voor de prijzen vanuit Engeland moest vertrekken en daar ook weer moest aankomen.

## De wedstrijd
Negen zeilers deden mee aan de race. De eerste deelnemer ging op de eerste dag al van start. De tweede volgde een week later. Twee deelnemers vertrokken op de laatst mogelijke dag. De Italiaan Alex Carozzo ging van start terwijl zijn boot nog niet af was. Hij ging dan ook meteen weer voor anker en rondde het werk aan zijn boot af, overigens zonder hulp van buiten af want dat was niet toegestaan.
Vier van de deelnemers moesten al opgeven voordat ze de Atlantische Oceaan uit waren. Chay Blyth haalde nog de Kaap de Goede Hoop vooraleer op te geven.
Van een zesde deelnemer, Fransman Bernard Moitessier, werd op voorhand verwacht dat hij grote kansen had om succesvol om de wereld te zeilen. Hij wilde vanuit het Franse Toulon vertrekken. De Sunday Times probeerde hem over te halen om aan de race mee te doen, maar hij had afkeer van alle commercie om de wedstrijd heen; hij wilde vanuit een spirituele filosofie om de wereld zeilen. Toch liet hij zich overhalen om mee te doen. Na driekwart van de tocht te hebben afgelegd en na zeven maanden op zee lag hij in een goede positie om de race te winnen. Hij besloot echter toch om zich af te keren van het commerciële circus en zeilde door naar Tahiti om zijn eigen 'lange reis', een zoektocht naar evenwicht, te beginnen. Dit leidde tot een aantal boeken die zijn reiservaringen beschreven. In het Nederlands zijn uitgegeven: "De lange Route" en "Met de Joshua rond Kaap Hoorn".
Robin Knox-Johnston slaagde er als eerste in om de wereld rond te zeilen. Hij was op 14 juni 1968 vanuit het Engelse Falmouth vertrokken en arriveerde daar op 22 april 1969.
Nigel Tetley was drie maanden later van start gegaan dan Knox-Johnston. Hij lag ruim op schema om diens tijd te verbeteren maar vlak voor het eind ging het mis. Zijn boot raakte lek en zonk op zo'n 1100 zeemijl van de aankomst. Hij werd op het nippertje gered.
Nummer negen, de Brit Donald Crowhurst was op 31 oktober vertrokken op de laatst mogelijke dag. Hij kreeg al snel te maken met tegenslag, was slecht voorbereid en had financiële problemen. Toch zette hij door en boekte opmerkelijke progressie volgens de berichten die hij doorstuurde via de radio. Later bleek dat dit alles een leugen was. Vanaf december deed hij alsof hij in een fantastisch tempo om de wereld zeilde. Terwijl hij rustig in de Atlantische Oceaan zeilde gaf hij valse positiebepalingen door en nam nauwelijks radiocontact op. Hij deed dit wel erg zorgvuldig. Hij hield naast het echte een vals logboek bij, maakte filmopnames onderweg die leken alsof hij in de Zuidelijke Oceaan voer, zorgde ervoor dat hij te horen kreeg welke weersomstandigheden er waren op het moment dat hij ergens zou zijn en wist welke sterrenbeelden hij waar wanneer zou moeten zien. Op het moment dat hij volgens zijn valse route weer in de Atlantische Oceaan was vervolgde hij zijn route naar de finish. Inmiddels werd duidelijk dat Crowhurst de enige overblijvende kandidaat in de race was en zonder twijfel de snelste tijd zou neerzetten. Via de radio kreeg hij berichten van de enorme media-aandacht, ontvangsten met boten en helikopters en een groots onthaal door het Britse volk, iets waar hij enorm tegen op zag. Zijn radio ging stuk en reparatie verliep moeizaam. Tijdens de vele maanden van eenzaamheid en uit angst ontmaskerd te worden bij zijn terugkeer werd Crowhurst waanzinnig. De aantekeningen in zijn logboek worden steeds warriger en onsamenhangender. Hij verdiepte zich in de abstracte filosofie en begon met het schrijven van een lang essay. Een week later, op 1 juli 1969 eindigde hij zijn verhaal, schreef een zelfmoordbrief en sprong overboord. Zijn dagboeken, geschriften en valse logboek werd 10 dagen later op zijn boot terug gevonden en de waarheid werd duidelijk.
Dit betekende dat Robin Knox-Johnston niet alleen de eerste was, maar ook de snelste in 312 dagen. Hij doneerde de prijs van 5.000 pond voor de snelste zeiler aan de nabestaanden van Crowhurst.

## Uitslag
| Zeiler              | Boot                | Start                       | Resultaat         | Finish                                      |
| ------------------- | ------------------- | --------------------------- | ----------------- | ------------------------------------------- |
| John Ridgway        | English Rose IV     | Inishmore, 1 juni 1968      | opgave            | Recife, Brazilië, 21 juli 1968              |
| Chay Blyth          | Dytiscus III        | River Hamble, 8 juni 1968   | opgave            | East London, Zuid-Afrika, 17 september 1968 |
| Robin Knox-Johnston | Suhaili             | Falmouth, 14 juni 1968      | gefinisht         | Falmouth, 22 april 1969                     |
| Loïck Fougeron      | Captain Browne      | Plymouth, 22 augustus 1968  | opgave            | Saint Helena, 27 november 1968              |
| Bernard Moitessier  | Joshua              | Plymouth, 22 augustus 1968  | opgave            | Tahiti, 21 juni 1969                        |
| William King        | Galway Blazer II    | Plymouth, 24 augustus 1968  | opgave            | Kaapstad, Zuid-Afrika, 22 november 1968     |
| Nigel Tetley        | Victress            | Plymouth, 16 september 1968 | gezonken en gered | Noordelijke Atlantische Oceaan, 21 mei 1969 |
| Alex Carozzo        | Gancia Americano    | Cowes, 31 oktober 1968      | opgave            | Porto, Portugal, 14 november 1968           |
| Donald Crowhurst    | Teignmouth Electron | Teignmouth, 31 oktober 1968 | pleegde zelfmoord | Noordelijke Atlantische Oceaan, 1 juli 1969 |